# Договор о всеобъемлющем стратегическом партнёрстве между Россией и Ираном
Договор о всеобъемлющем стратегическом партнёрстве между Россией и Ираном был подписан 17 января 2025 года в Москве президентом России Владимиром Путиным и президентом Ирана Масудом Пезешкианом. Представляет собой договор об улучшении отношений между двумя странами. Целью этого договора является расширение экономического сотрудничества, смягчение последствий санкций США и укрепление военного и политического партнёрства. Соглашение призвано регулировать отношения между Россией и Ираном на ближайшие 20 лет и охватывать различные сферы, включая оборону, борьбу с терроризмом, энергетику, финансы и культуру. Договор состоит из 47 статей, посвящённых сотрудничеству в области технологий, информации и кибербезопасности, сотрудничеству в области мирной ядерной энергетики, борьбе с терроризмом, региональному сотрудничеству, проблемам охраны окружающей среды, борьбе с отмыванием денег и организованной преступностью.

## История вопроса
В 2001 году Россия и Иран заключили «Соглашение об основах взаимных отношений и принципах сотрудничества между Исламской Республикой Иран и Российской Федерацией», которое было рассчитано на 10 лет, но автоматически продлевалось каждые пять лет.
23 июля 2024 года заместитель главы российского Министерства иностранных дел Андрей Руденко заявил, что согласован итоговый текст договора о всеобъемлющем стратегическом партнерстве между Россией и Ираном.
18 октября 2024 года посол Ирана в РФ Казем Джалали сообщил, что стороны подпишут соглашение во время отдельного визита президента Масуда Пезешкиана в Москву.
6 января 2025 года официальный представитель МИД исламской республики Эсмаил Багаи сообщил, что новое соглашение между странами будет касаться в том числе вопросов обороны и безопасности.
14 января 2025 года пресс-секретарь президента России Дмитрий Песков заявил, что договор между странами будет подписан во время предстоящего визита Масуда Пезешкиана в РФ.
Договор о всеобъемлющем стратегическом партнерстве между Россией и Ираном был подписан 17 января 2025 года в Москве президентом России Владимиром Путиным и президентом Ирана Масудом Пезешкинаном.
8 апреля 2025 года Государственная дума РФ единогласно ратифицировала договор, поддержав его на пленарном заседании.
16 апреля 2025 года Совет Федерации РФ единогласно одобрил ратификацию, подтвердив поддержку документа на уровне верхней палаты парламента.
21 апреля 2025 года Президент РФ Владимир Путин подписал закон о ратификации договора.
21 мая 2025 года законопроект о ратификации договора был одобрен парламентом Ирана большинством голосов.
11 июня 2025 года Совет Стражей Конституции утвердил договор.
15 июня 2025 года спикер парламента Мохаммад Багер Галибаф официально направил закон президенту Масуду Пезешкиану.

## Положения
Соглашение направлено на укрепление торгово-экономических связей: объём двусторонней торговли вырос на 15,5 % до 3,77 млрд долларов США в период с января по октябрь 2024 года. Одна из статей договора гласит, что если какая-либо сторона подвергнется агрессии, другая «не должна оказывать никакой военной или иной помощи агрессору».
Договор состоит из преамбулы и 47 статей. Предусматривает всестороннее стратегическое партнерство между странами по широкому спектру направлений: военно-политическому, экономическому, культурно-гуманитарному и научно-техническому сотрудничеству.
Согласно статье 3, стороны обязуются укреплять отношения на основе принципов суверенного равенства, территориальной целостности и невмешательства во внутренние дела друг друга. В случае агрессии против одной из сторон, другая сторона обязуется не оказывать помощь агрессору.
Статьи 4-6 регулируют военное и военно-техническое сотрудничество, включая обмен информацией между спецслужбами, проведение совместных учений и взаимодействие в сфере военно-технического сотрудничества.
В статье 20 прописаны механизмы развития финансового сотрудничества. Стороны договорились о создании современной платежной инфраструктуры, независимой от третьих государств, переходе на двусторонние расчеты в национальных валютах.
Статьи с 28 по 37 охватывают сотрудничество в сферах здравоохранения, образования, науки, культуры, спорта и молодёжных обменов.
Договор заключается на 20 лет с возможностью автоматического продления на последующие пятилетние периоды.

## Реакция
По мнению Newsweek, новый договор сигнализирует о попытке двух стран объединить свои полномочия в условиях растущей изоляции на мировой арене.
Политолог Руслан Айсин заявил, что соглашение представляет собой попытку Тегерана найти противовес Западу в лице России.
Эксперты The Institute For The Study Of War предполагают, что Россия теперь сможет использовать иранскую территорию для поддержки некоторых своих операций в Северной Африке и на Ближнем Востоке.
Конгрессмен Джо Уилсон заявил, что Администрация избранного президента США Дональда Трампа должна предпринять ответные меры на заключение всеобъемлющего соглашения между Россией и Ираном.
Эксперт издания Foreigh Policy считает, что укрепление связей между странами стало ответом на жесткие западные санкции. Схожая позиция отражается в материалах The Guardian, National Interest и Associated Press.
По оценке BBC, одним из ключевых аспектов российско-иранского сотрудничества являются взаимные поставки вооружений.
Российский востоковед, автор книги «Всем Иран» Никита Смагин заявил, что соглашение не содержит прямых обязательств, а лишь пожелания и намерения развивать отношения.
Обозреватель The Cradle, главный редактор Asia Times Пепе Эскобар назвал подписание договора «знаковым моментом в продолжающемся процессе интеграции Евразии».